# Gonanticlea aversa
Gonanticlea aversa là một loài bướm đêm trong họ Geometridae.